# Tiberön

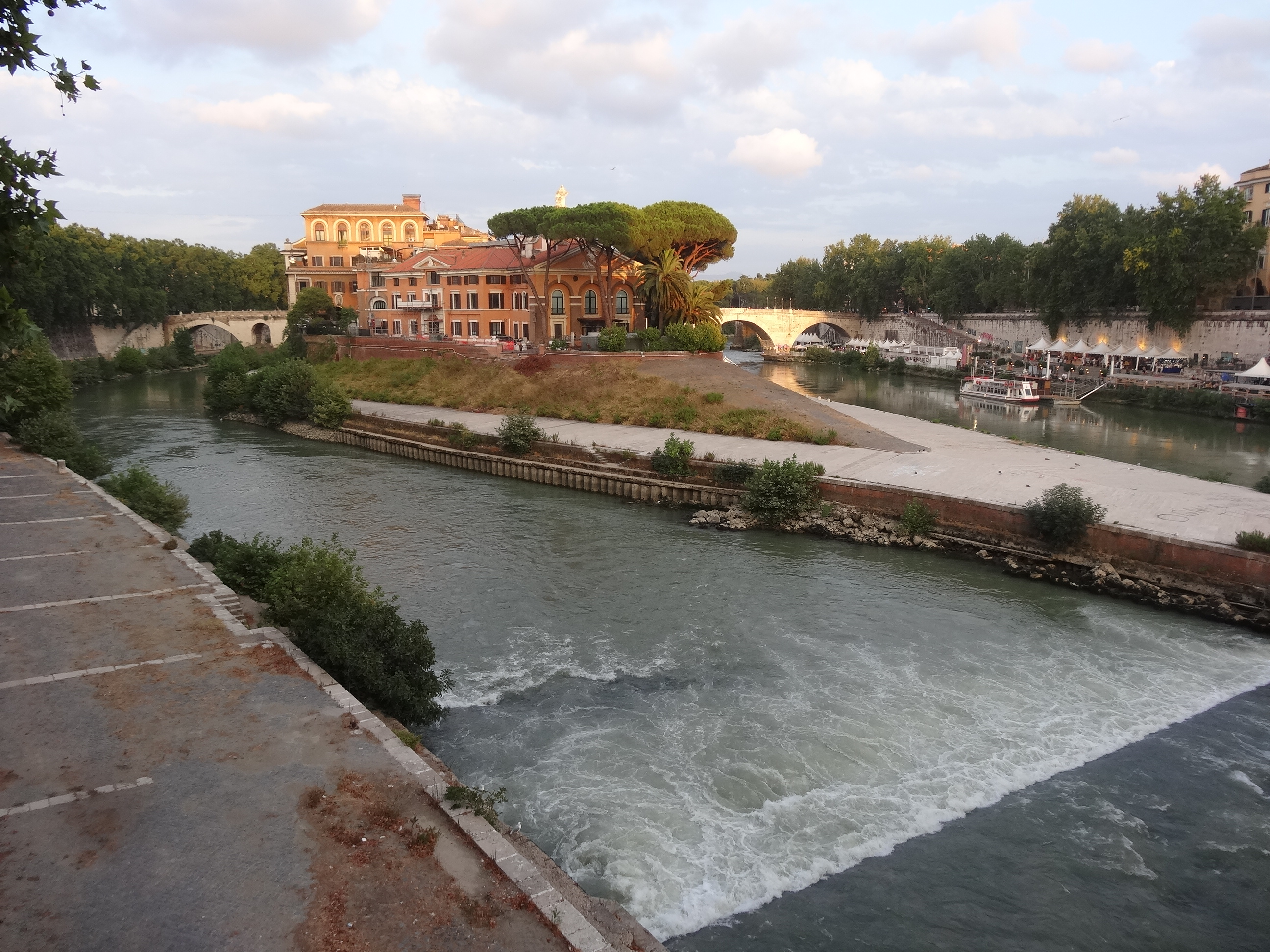
Tiberön.

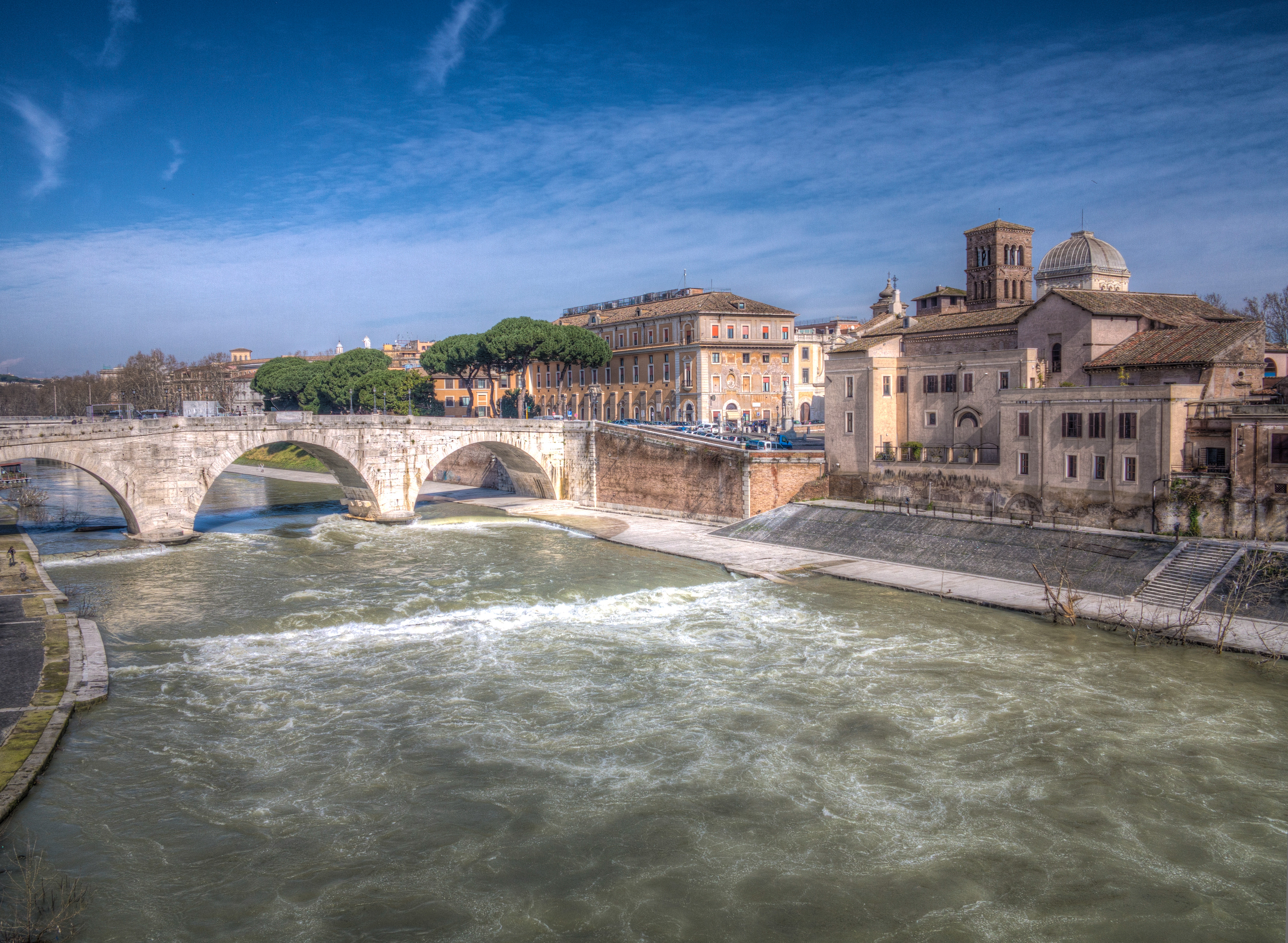
Tiberön från sydväst.

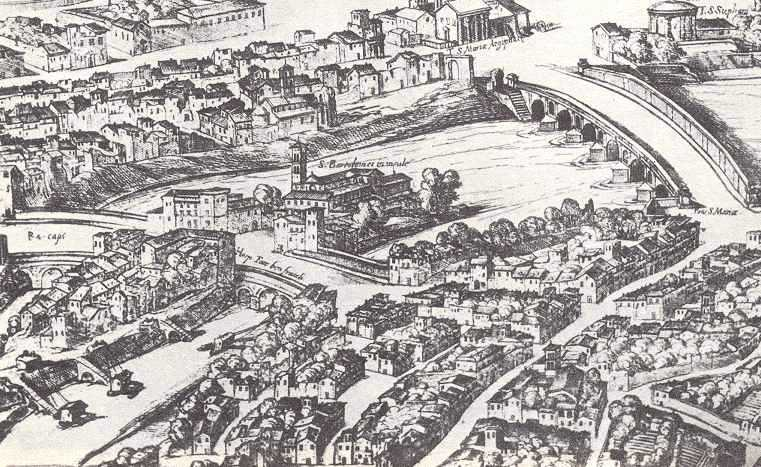
”Forma Urbis Romae” (1593; detalj) av Antonio Tempesta, med Tiberön i mitten.

Tiberön, italienska Isola Tiberina, är en liten ö i floden Tibern i centrala Rom.

## Beskrivning
Tiberön nås via Ponte Fabricio från den vänstra stranden eller via Ponte Cestio från den högra stranden, där stadsdelen Trastevere är belägen. Ponte Fabricio, även benämnd Ponte dei Quattro Capi, är den äldsta bron i Rom som ännu är i bruk. Den byggdes av en viss Lucius Fabricius 62 f.Kr. Ponte Cestio uppfördes av Lucius Cestius 46 f.Kr., men har undergått flera restaureringar, bland annat 370 och 1892. 
Vid Ponte Fabricios brofäste på ön reser sig det medeltida tornet Torre Caetani. Bron var befäst redan på 1000-talet. Hundra år senare förfogade familjen Pierleoni över tornet; de befäste även Marcellusteatern och behärskade därmed brons båda fästen. Om man betraktar Tiberön med tornet och de hus som klamrar sig fast intill det, får man en uppfattning om hur bebyggelsen längs med Tibern tedde sig, innan Tiberkajerna, de så kallade Lungoteveri, byggdes mellan 1876 och 1926. På många ställen gick bebyggelsen ända fram till flodens vatten; på andra håll sluttade terrängen ned mot strandkanten. Dessa förhållanden orsakade sanitära olägenheter vid Tiberns ofta återkommande översvämningar.

## San Bartolomeo all'Isola
Öns ena kyrka, San Bartolomeo all'Isola från 900-talet, är belägen på resterna av ett tempel helgat åt Aesculapius. Kyrkan grundades av kejsaren Otto III för att hysa den helige Adalberts relik; han hade lidit martyrdöden i samband med ett missionsuppdrag i norra Polen år 998. Hit fördes även andra reliker, bland annat från aposteln Bartolomaios, som kom att ge namn åt kyrkan. Kyrkan har en barockdräkt, men interiörens granitkolonner härstammar från antiken.

## San Giovanni Calibita
Den andra kyrkan på Tiberön, San Giovanni Calibita, omnämns i ett dokument från år 1018. År 1584 övertogs kyrkan och det intilliggande klostret av den religiösa orden Congregazione di San Giovanni di Dio, allmänt benämnd ”Fatebenefratelli” (italienska ’Gör gott, bröder!’), med uppgift att ge fattiga sjuka såväl sjukvård som själavård. Kyrkan genomgick en omfattande ombyggnad omkring år 1640, då den fick en barockinteriör. På 1740-talet fick interiören en rik dekor, bland annat en takfresk av Corrado Giaquinto, som även utförde ett flertal krucifix avsedda för sjukbäddarna. Kyrkan kan besökas med särskilt tillstånd.

## Bilder

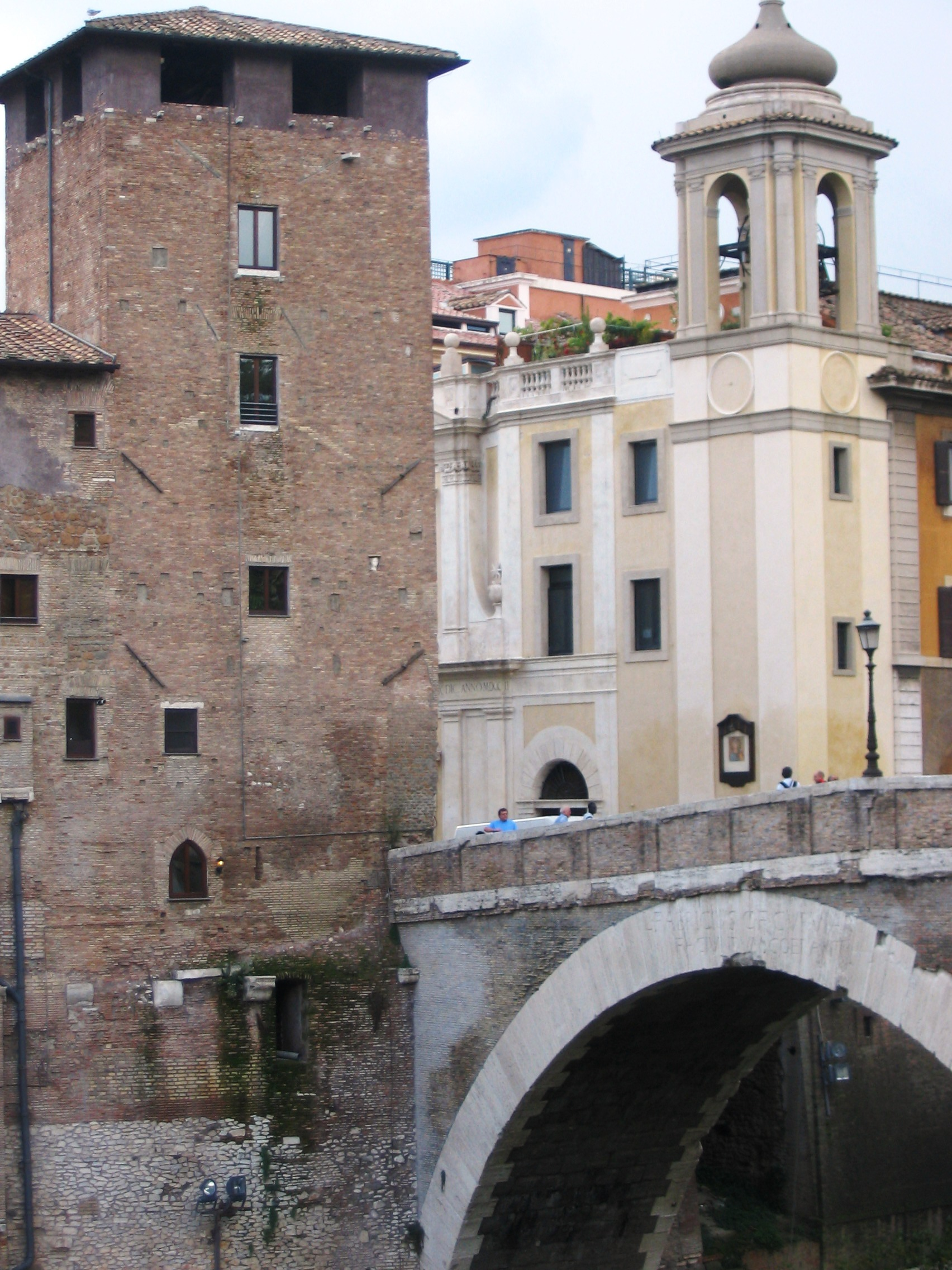
Torre Caetani.
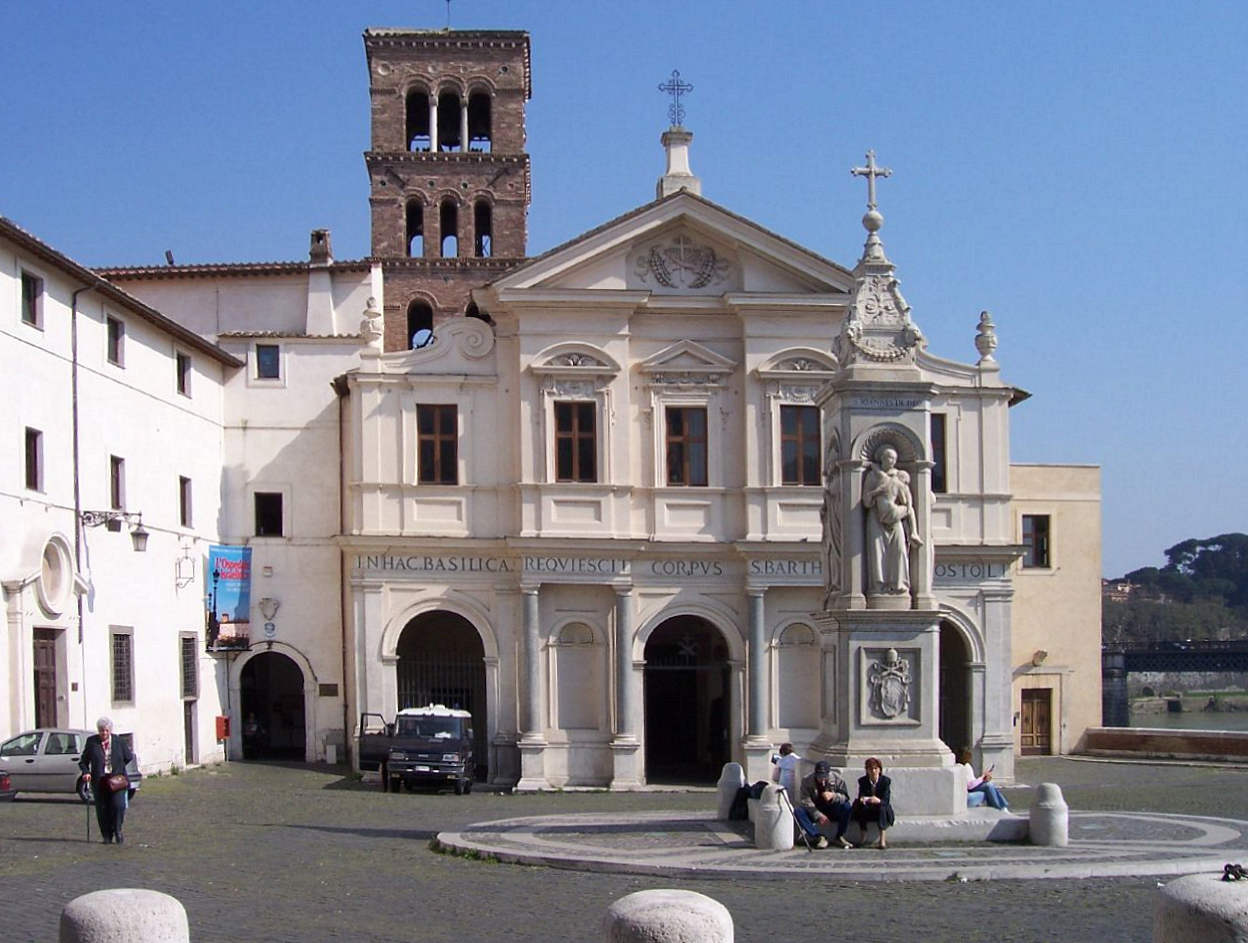
San Bartolomeo all'Isola.
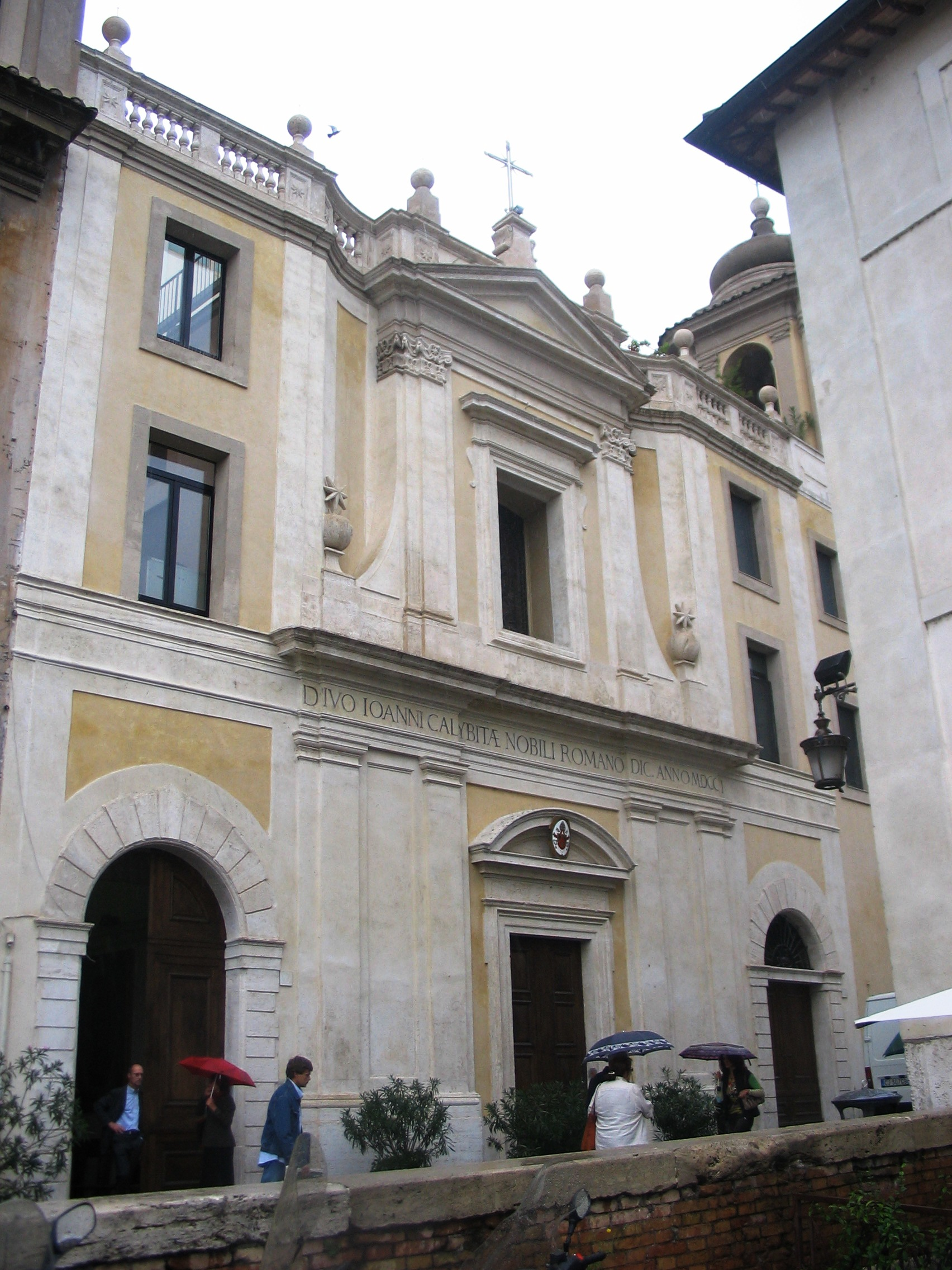
San Giovanni Calibita.
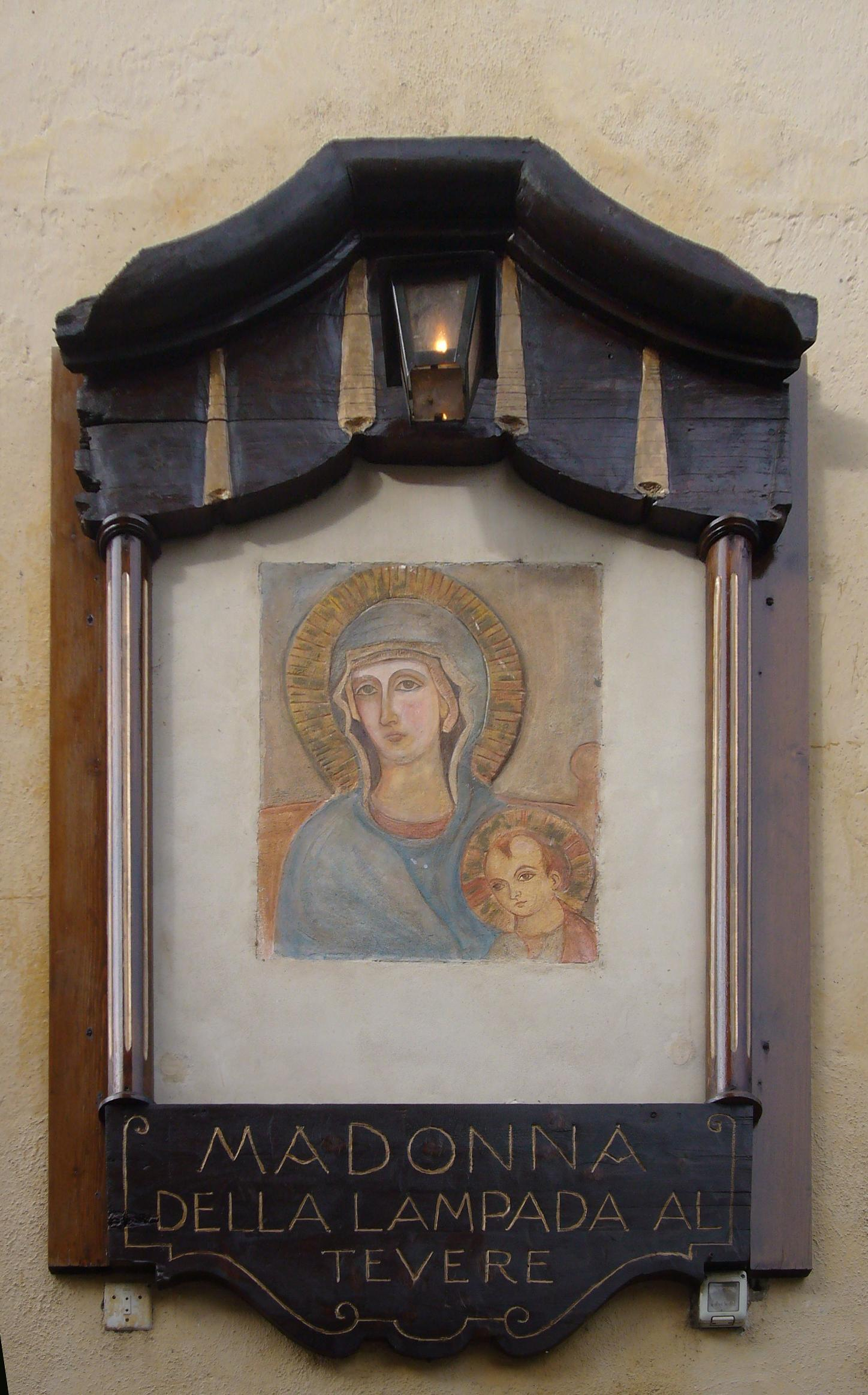
Madonna della Lampada.